# Explosión de la planta química de Jiangsu
El 21 de marzo de 2019, se produjo una gran explosión en una planta química en la ciudad de Chenjiang en el condado de Xiangshui, Yancheng, Jiangsu, China. Un total de 78 personas murieron y más de 600 resultaron heridas.

## Contexto
La instalación, ubicada en el parque industrial de Yancheng, fue operada por Tianjiayi Chemical y se usó para producir fertilizantes o pesticidas. Algunas fuentes informaron que la planta producía sustancias químicas orgánicas, incluidos algunos compuestos altamente inflamables. Tianjiayi Chemical había sido penalizado previamente seis veces por infracciones a las leyes de gestión de desechos y contaminación, y China Daily informó multas por problemas de seguridad.
El 27 de noviembre de 2007, se produjo una explosión en una de las fábricas de productos químicos en la Zona Química de Chenjianggang, con 7 muertos y muchos heridos. El 23 de noviembre de 2010, más de treinta fueron envenenados por una liberación de gas tóxico. En la mañana del 10 de febrero de 2011, los rumores sobre la liberación de sustancias químicas tóxicas y posibles explosiones inminentes en el Parque de la Industria Química de Chenjiagang provocaron el pánico en las ciudades de Chenjiagang y Shuanggang, causando la muerte de cuatro personas. En la tarde del 18 de mayo y nuevamente el 26 de julio de 2011, hubo explosiones en las fábricas locales.

## Explosión
La explosión ocurrió a una hora local de 14:48 (06:48 GMT). Se informa que mató a 78 personas, y dejó al menos 94 heridas graves, 32 de las cuales resultaron heridas de gravedad. Alrededor de 640 personas requirieron tratamiento hospitalario y fueron trasladadas a 16 hospitales. Los heridos incluyeron niños en un jardín de infantes local. CENC detectó un terremoto artificial ML2.2 cuyo epicentro se encuentra en 34.331 ° N 119.724 ° E.
La fuerza de la explosión provocó numerosos incendios en Yancheng, derribó varios edificios y, según informes, destruyó ventanas a varios kilómetros de distancia. Se informó que el incendio fue controlado a las 03:00 hora local. Se causó un daño considerable a las fábricas y oficinas cercanas; el techo de Henglida Chemical Factory, a 3 km de la explosión, cayó.  Al menos una de las personas asesinadas estaba en otro edificio destruido por la explosión. Según los informes, las ventanas fueron destruidas a una distancia de hasta 6 km de la explosión, y las casas y otros edificios sufrieron daños en las divisiones administrativas cercanas al nivel de la aldea, como Hai'an (Haianju) (海安 社区) y Shadang (沙荡 社区).

## Consecuencias
La búsqueda de sobrevivientes continúa a partir del 23 de marzo; un sobreviviente fue rescatado del sitio la mañana del 23 de marzo, pero alrededor de 28 personas continúan desaparecidas. Según la oficina de protección ambiental de Jiangsu, los niveles monitoreados de benceno, tolueno y xileno en el área no fueron anormales, y los niveles de acetona y cloroformo fuera del área de la explosión estuvieron dentro de los límites normales.
Aún no se conoce la causa precisa de la explosión. No hubo informes de nada anormal en la planta antes de la explosión. Un trabajador de la planta informó la causa como un incendio en un tanque de gas natural que se extendió al tanque de almacenamiento de benzol, pero esto no se ha confirmado.